# Louis-Philippe Ronse Decraene
Louis-Philippe Ronse Decraene (1962) es un botánico belga de habla francófona. Desarrolla actividades académicas en el Laboratorio de Sistemática de Plantas, Instituto de Botánica de la Universidad Católica de Lovaina.

## Obra
- louis p. Ronse decraene, erik f. Smets. 2008. The morphological variation and systematic value of stamen pairs in the Magnoliatae. Feddes Repertorium 107 ( 1-2): 1-17

- ----------------------------------, erik f. Smets, h.p. Linder. 2002. Ontogeny and evolution of the flowers of South African Restionaceae with special emphasis on the gynoecium. Plant Syst. Evol. 231 ( 1): 225-258

- ----------------------------------, ------------------. 2001. Staminodes: Their morphological and evolutionary significance. Bot. Rev. 67 ( 3): 351-402

- ----------------------------------, ------------------. 2000. Floral Development of Galopina Tomentosa with a Discussion of Sympetaly and Placentation in the Rubiaceae. 16 pp.

- ----------------------------------. 1999. Morphology, Anatomy and Systematics at the Centenary of Wilhelm Troll's Birth: Proc. of the 13th Symposium Morphology, Anatomy and Systematics [held at the Katholieke Univ. of Leuven (Belgium) in April 1997]. Systematics and geography of plants 68. Editor National Botanic Garden, Domein van Bouchout, 334 pp.

- ----------------------------------. 1992. The Androecium of the Magnoliophytina: Characterization and Systematic Importance. Editor Katholieke Universiteit Leuven, 435 pp.

## Honores
Miembro de
- Real Sociedad de Botánica de Bélgica[1]
- La abreviatura «Ronse Decr.» se emplea para indicar a Louis-Philippe Ronse Decraene como autoridad en la descripción y clasificación científica de los vegetales.[2]